# Soldotna
Soldotna é uma cidade localizada no estado americano de Alasca, no Distrito de Kenai Peninsula.

## Demografia
Segundo o censo americano de 2000, a sua população era de 3759 habitantes.
Em 2006, foi estimada uma população de 4142, um aumento de 383 (10.2%).

## Geografia
De acordo com o United States Census Bureau tem uma área de 19,2 km², dos quais 18,0 km² cobertos por terra e 1,2 km² cobertos por água.

## Localidades na vizinhança
O diagrama seguinte representa as localidades num raio de 24 km ao redor de Soldotna.